# بقعه آقا سید جمال‌الدین
بقعه آقا سید جمال‌الدین مربوط به دوره قاجار است و در شهرستان املش، بخش رانکوه، روستای کاکرود واقع شده و این اثر در تاریخ ۲ آبان ۱۳۸۲ با شمارهٔ ثبت ۱۰۶۱۰ به‌عنوان یکی از آثار ملی ایران به ثبت رسیده است.